# Arlington n.º 79
Arlington n.º 79 es un municipio rural canadiense situado en la provincia de Saskatchewan.

## Superficie
Arlington n.º 79 tiene una superficie de 841,62 km².

## Demografía
En 2021, tenía 359 habitantes, una densidad poblacional de 0,4 hab./km², y 99 viviendas.